# Moulin Paradis
Le moulin Paradis est un moulins à eau situé à Kamouraska du Québec au Canada. Le moulin et la boutique de forge qui est situé à proximité ont été cités site patrimonial par la municipalité de Kamouraska en 2006.

## Identification
- Nom du bâtiment : Moulin Paradis
- Adresse civique :
- Municipalité : Kamouraska
- Propriété :

## Construction
- Date de construction : 1860
- Nom du constructeur :
- Nom du propriétaire initial :

## Chronologie
- Évolution du bâtiment :
  - 1948 : Habité par le meunier jusqu'en 1948. Cette année-là, il fait construire une maison à proximité du moulin, pour y loger.
  - 1976 : Le moulin cesse de moudre
- Autres occupants ou propriétaires marquants :
- Transformations majeures :

## Mise en valeur
- Constat de mise en valeur :
- Site d'origine : Oui
- Constat sommaire d'intégrité :
- Responsable :